# Limbatochlamys rosthorni
Limbatochlamys rosthorni är en fjärilsart som beskrevs av Rothschild 1894. Limbatochlamys rosthorni ingår i släktet Limbatochlamys och familjen mätare. Inga underarter finns listade i Catalogue of Life.

## Bildgalleri

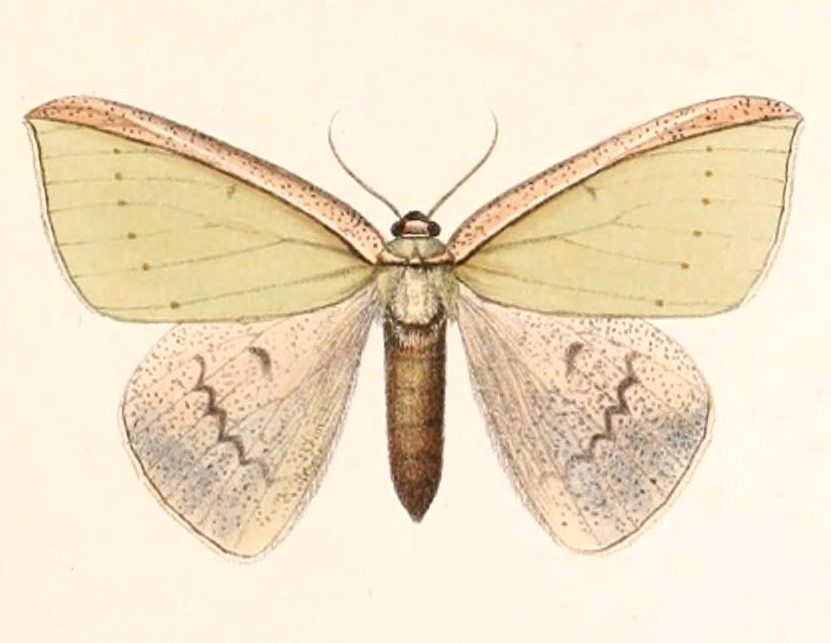